# Eugène Dévaud
Eugène Dévaud (Villaz-Saint-Pierre, 17 maggio 1876 – Friburgo, 25 gennaio 1942) è stato un pedagogista svizzero.
Sacerdote e docente di pedagogia all'Università di Friburgo, criticò la scuola attiva, poiché questa dava troppa importanza alla spontaneità dell'alunno, mentre secondo Dévaud l'interesse deve essere guidato dal maestro verso il cristianesimo.